# Disney's Hotel Miracosta
 (juillet 2022).
Si vous disposez d'ouvrages ou d'articles de référence ou si vous connaissez des sites web de qualité traitant du thème abordé ici, merci de compléter l'article en donnant les références utiles à sa vérifiabilité et en les liant à la section « Notes et références ».
Le Tokyo DisneySea Hotel MiraCosta (東京ディズニーシー・ホテルミラコスタ) est un hôtel du Tokyo Disney Resort marquant et situé à l'entrée du parc à thème Tokyo DisneySea. Il a ouvert en septembre 2001 en même temps que le parc.
Le nom de l'hôtel signifie "admirer la côte" et ce nom est doublement vrai. L'hôtel possède une vue sur le lagon du parc Tokyo DisneySea au pied du volcan Mont Prometheus et juste derrière sur la baie de Tokyo.

## Le thème
L'hôtel a pour thème l'Italie de la Renaissance et mêle Florence à Venise mais c'est Florence et la Toscane qui sont la première source d'inspiration architecturale et thématique.

## Les bâtiments
L'hôtel est un bâtiment de cinq étages et prend la forme de deux U reliés dos à dos par une courte section ou celle d'un homme stylisé. La section linéaire reliant les deux U fait office de porte d'entrée au parc Tokyo DisneySea est couvre le Passage Miracosta. En dehors du passage l'intégralité du rez-de-chaussée est occupé par les restaurants et boutiques du parc à thèmes.
Le plus grand des deux U situé au nord sert d'entrée à l'hôtel. L'entrée de l'hôtel possède une importante place circulaire (le Rotary) évoquant la place saint-pierre de Rome. Cette place est surélevée par rapport aux alentours afin d'accéder directement au premier étage de l'hôtel. Sur cette place deux portes cochères disposées à angles droits servent pout la réception de l'hôtel et du centre de réceptions.

Le hall de l'hôtel est surmonté d'une coupole octogonale dont sept vantaux sont illustrés par des allégories des sept pays-ports du parc. Au centre de la pièce se trouve la maquette d'un galion.
L'autre U au sud est une zone de loisirs donnant sur une attraction de gondoles vénitiennes Palazzo Canal et les activités de l'hôtel, c'est la Venice Side.
Du côté ouest les branches des U donnent sur le parc et son lagon le Porto Pardisio, cette partie est appelée Porto Pardisio Side. À l'est, elles donnent sur la DisneySea Plaza et la gare de monorail, c'est la Tuscani Side. 

## Les services de l'hôtel
Depuis le hall principal de l'hôtel un ascenseur permet de rejoindre le rez-de-chaussée et le parc Tokyo DisneySea.

### Les chambres
Les 502 chambres sont situées dans les branches ouest (côté parc), la section linéaire et la branche sud-est. Leurs tarifs dépendent de trois critères : 
- la zone dans laquelle se situe la chambre (Porto Pardisio Side, Venice Side et Tuscani Side)
- la taille de la chambre (supérieure de 37 à 40 m² ou triple de 43 m²).
- de la vue depuis la chambre pour la partie Porto Pardisio Side
  - Partial View – vue partielle de Porto Paradiso à cause d'éléments architecturaux obstruant  la vue
  - Piazza View – vue sur la place Topoloni Norte ou Toppolino Sud de Porto Paradiso
  - Harbor View - vue panoramique de Porto Paradiso

#### Les chambres normales
Les prix en 2005, d'après le site officiel, pour une nuit débutent en basse saison à partir de 
- pour la Tuscany Side
  - Supérieur 230 €
  - Triple 270 €
- pour la Venice Side
  - Supérieur 265 €
  - Triple 310 €
- pour la Porto Paradiso Side
  - Supérieur (dépend de la vue)
    - Partial View 230 €
    - Piazza View 300 €
    - Harbor View 350 €

  - Triple (uniquement Piazza View) 345 €

#### Les options des chambres
L'hôtel propose deux options :
- avoir une Terrace Room offrant une chambre de 43 m² située au cinquième niveau côté Porto Paradiso ou Venice, avec une terrasse (environ 30 m²) donnant vue le parc.
- avoir une Harbor Room offrant une chambre de 60 m² située entre le 3e et le 5e niveau côté Porto Paradiso, d'où il est possible de voir le port au travers de deux larges baies vitrées.

Les prix en 2005, d'après le site officiel, pour une nuit débutent en basse saison à partir de 
- pour la Venice Side et Terrasse 432 €
- Paradiso Side 
  - Superior Room et Harbor View 460 €
  - Terrasse Room et Piazza View  515 €
  - Harbor Room et Harbor View  530 €
  - Harbor Room et Piazza View  665 €
  - Harbor Room et Harbor View  685 €

#### Les suites
Les Porto Paradiso Suite de 81/83m² sont situées au 3e et au 4e niveau du côté Porto Paradiso Side et possèdent une excellente vue sur le port du parc, un grand salon et une grande salle de bains pour 1 260 €.
Les MiraCosta Suite de 87 m² sont situées entre le second et le 5e niveau possèdent une excellente vue sur le port et la baie de Tokyo, un grand salon et une salle de bains avec baignoire à jet pour 1 665 €.
La "Il Magnifico" Suite est la plus grande et la plus luxueuse suites pour 3 600 €.

### Les restaurants et bars
Les bars et restaurants sont principalement situés au premier étage de l'hôtel et accessible depuis le hall avec sa coupole.
- Bellavista Lounge est un restaurant-salon de thé italien situé au-dessus du Passage Miracosta et possédant une verrière de laquelle il est possible de profiter d'une magnifique vue sur Porto Paradiso.
- Oceano est un restaurant de trois salles distinctes situées au premier étage le long de la place Topolino Norte. Les salles se succèdent en longueur depuis le hall principal et représentent les trésors des fonds marins: la Coquille, la Perle et le Kelp. C'est un buffet de plats méditerranéens et issus de la mer.
- Silk Road Garden est un restaurant chinois, plutôt cantonais, proposant des légumes et des produits de la mer. Les murs sont décorés d'une fresque tout en pastelle représentant les voyages de Marco Polo.
- Salone dell'Amico est un salon de thé pour les résidents de l'hôte situé à l'entrée près du hall.
- Hippocampi est le bar de la piscine.

### Les boutiques
Elles sont situées au-dessus du Miracosta à côté du Bellavista Lounge
- MickeyAngelo Gifts est une boutique de style Renaissance italienne proposant une sélection des articles Disney des deux parcs à thèmes.
- Minnie Lisa Sundries est une boutique vendant des articles de premières nécessités et des souvenirs. Elle doit son nom à un tableau de Miniie évoquant la Joconde

### Les activités possibles
- TermeVenezia est à la fois un spa et une piscine pour l'hôtel. Il est situé dans l'aile gauche de la venice Side. Il propose dans un décor évoquant les thermes romains une piscine intérieure chauffée, une piscine extérieure ouverte saisonièrement, un sauna et des salles de gyms.

### Le centre de réceptions
Il est situé à l'extrême nord de l'hôtel.
- Paradiso Grand Ballroom est la grande salle de réceptions pour les grands événements
- Amore Room et Romanzo Room pour des réunions ou des banquets.
- Felicita Room et Fortuna Room sont deux salles pour des petits banquets.

### Le centre de mariages
C'est une partie du programme Disney's Fairy Tale Weddings.
- Le Bridal Salone est un ensemble de services regroupé pour faciliter l'organisation de mariages. Il est situé à l'entrée du centre de réceptions
- La MiraCosta Chapel est une chapelle de mariage d'architecture renaissance surplombant le Porto pardaisio. Elle est située à l'extrémité nord de l'hôtel après les salles de réception